# Leofivino

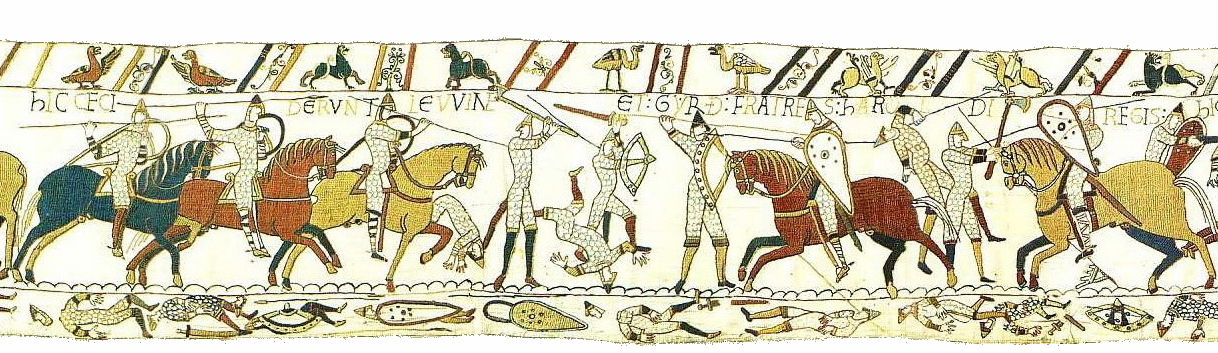
Girto e seus irmãos mortos na batalha de Hastings, cena 52 da Tapeçaria de Bayeux.
HIC CECIDERUNT LEWINE ET GYRD FRATRES HAROLDI REGIS
(Aqui caíram mortos Leofivino e Girto, irmãos do rei Haroldo)

Leofivino Godwinson (c. 1035 – 14 de outubro de 1066) foi irmão mais novo de Haroldo II de Inglaterra, o quinto filho do conde Goduíno de Wessex.
Quando a família Godwin foi exilada da Inglaterra, em 1051, foi com Haroldo para a Irlanda. Ele teria retornado com o resto da família no ano seguinte, mas não estava presente no leito de morte de seu pai, em abril de 1053.
Após a morte de seu pai, em abril de 1053, os Godwinsons conseguiram manter seu domínio sobre a Inglaterra. Haroldo herdou o condado de Wessex e se tornou o segundo no poder atrás apenas ao rei. Leofivino foi feito conde de Kent, Essex, Middlesex, Hertford, Surrey e provavelmente de Buckinghamshire, em algum momento entre 1055 e 1057. Juntamente com seu irmão Girto e os condados de Ânglia Oriental, Cambridgeshire e Oxfordshire os Godwinsons agora controlavam todo o Leste da Inglaterra.
Ele foi morto ao lado de seus irmãos Haroldo e Girto na Batalha de Hastings. Leofivino foi retratado pelo ator Sebastian Breaks na peça televisiva em duas partes Conquest (1966) da BBC, parte da série Theatre 625.